# 従士

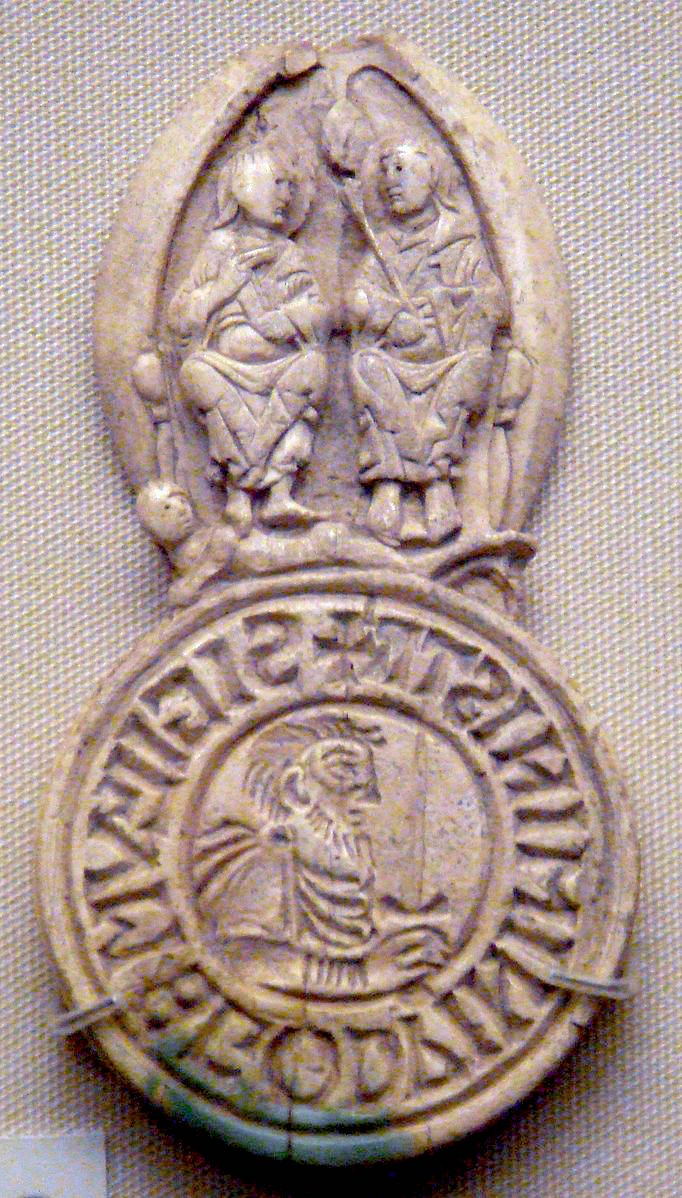
従士ゴドウィンの印章（11世紀初頭、大英博物館蔵）

従士（じゅうし、セイン、古英語: Thegn）は、アングロ・サクソン時代の階級の呼称。
「セイン」は古英語で「使用人」を意味し、高位の人物に仕える成員を指す。フランク王国におけるルードに相当する。仕えた相手との個人的な関係に重点を置いており、その社会的カテゴリーは、主君の階級によって決定された。

## 歴史
アングロ・サクソン時代の終わりには、従士は土地所有者であり、ボークランド（臣下の土地、認可による継承）およびフォークランド（王の土地、慣習法によって相続）に該当する可能性があった。これらの領地は、単一の郡に集中している場合もあれば、複数の郡に散在している場合もあった。所有する領地において従士は、領民に対して領主としての役割を果たすが、主君が王かエアルドルマンであるかに関わらず、主君に対して軍事・行政の両面で義務を負っていた。
従士を地方に固定しておくことは、王権の適用を地方単位で可能にするという意味で、権力の連鎖における重要な繋がりとして位置づけられた。一部の従士は、discthegn（執事長）、hræglthegnまたはburthegn（侍従長）、byrele（酌人）などの称号を持ち、宮廷内において特定の地位を占めることによって区別された。それらの従士はまた、リーヴあるいはエアルドルマンの称号を名乗ることができる特権を有していたが、王への忠誠によって与えられるものではなく、その時点での政治情勢や彼ら自身の利益に応じて変化する可能性があった。

### 変容
従士の階級は、それを指定するために使用される語の前に表わされる。7世紀末にケント王国とウェセックス王国で発行された法典は、ケントにおいてeorlcundmanと呼ばれる中間階級と最下層の自由民であるチャールを区別している。従士の役割は、アルフレッド大王の時代から、ウェセックス王、そして以後のイギリス王の立法において、よりよく証明され始めている。ノルマン・コンクエスト後、王の従士は重要な存在として男爵やその他の騎士に同化された。「セイン」の語は近代英語ではthaneという形となり、シェイクスピアの『マクベス』などで使われている。

## 参考資料
- Frederic Seebohm (2020-08-14). Tribal Custom in Anglo-Saxon Law. BoD – Books on Demand. ISBN 978-3752432459
- チャールズ・マッケイ 著、塩野未佳、宮口尚子 訳『狂気とバブル―なぜ人は集団になると愚行に走るのか』パンローリング、2004年6月25日。ISBN 978-4775970379。
- 田巻敦子、池上忠弘「アングロ・サクソン時代の教会区制度と教区司祭」『成城文藝』第160巻、成城大学文芸学部、1997年10月、29-47頁。